# Verwaltungsdigitalisierung
Unter Verwaltungsdigitalisierung (auch: Digitale Transformation der öffentlichen Verwaltung oder Digitalisierung der öffentlichen Verwaltung) versteht man den Prozess, bei dem öffentliche Verwaltungen ihre Arbeitsabläufe, Register und Kommunikationskanäle auf digitale Technologien umstellen und ihre Dienstleistungen benutzerorientiert online bereitstellen. Dieser Prozess hat sowohl das Ziel, die Effizienz und Effektivität innerhalb der Verwaltung zu steigern und Bürokratie zu reduzieren, als auch das Ziel, den Bürgern und Unternehmen sowie den Behörden untereinander einen benutzerfreundlicheren, schnelleren und einfacheren Zugang zu Informationen und Verwaltungsleistungen zu bieten.

## Dimensionen der Verwaltungsdigitalisierung

### E-Government/E-Administration
Verwaltungsdigitalisierung und E-Government sind eng miteinander verbunden. Der Begriff Verwaltungsdigitalisierung umfasst sowohl die Nutzung von Informations- und Kommunikationstechnologien zur Rationalisierung, Automatisierung und Vereinfachung von Arbeitsabläufen, Verfahren und Entscheidungsprozesse innerhalb der öffentlichen Verwaltung als auch die benutzerfreundliche Bereitstellung von Online-Dienstleistungen für Bürger und Unternehmen.

### Digitale Identität, Datenschutz und IT-Sicherheit
Implementierung von robusten digitalen Identitäten, Datenschutzrichtlinien und IT-Sicherheitsmaßnahmen, um die Integrität von Daten und Systemen zu gewährleisten und die Privatsphäre der Bürger zu schützen.

### Registermodernisierung
Registermodernisierung bezieht sich auf den Prozess der Aktualisierung, Digitalisierung und Vereinheitlichung von behördlichen Registern und Datenbanken. In vielen Ländern, einschließlich Deutschland, werden Register von verschiedenen staatlichen Stellen und auf verschiedenen Verwaltungsebenen geführt, um Informationen über Bürger, Unternehmen und andere Organisationen zu speichern und zu verwalten. Das deutsche Personenstandsregister enthält beispielsweise Informationen über Geburten, Todesfälle, Heiraten und Lebenspartnerschaften. Darüber hinaus gibt es eine Vielzahl von weiteren Registern (Melderegister, Zentrales Fahrzeugregister, Fahreignungsregister, Hunderegister, Waffenregister, Liegenschaftskataster, Handelsregister etc.).
Mit der Modernisierung dieser Register werden mehrere Ziele verfolgt:
- Digitalisierung: Umwandlung von Papierregistern in digitale Formate, um den Zugriff, die Verwaltung und den Austausch von Informationen zu erleichtern.
- Vereinheitlichung: Schaffung gemeinsamer Datenstandards, Schnittstellen und Austauschformate, um die Interoperabilität zwischen verschiedenen Registern und Verwaltungseinheiten zu gewährleisten.
- Aktualisierung: Verbesserung der Datenqualität und -aktualität, um sicherzustellen, dass die in den Registern gespeicherten Informationen korrekt, vollständig und auf dem neuesten Stand sind.
- Datenschutz und Datensicherheit: Implementierung von Datenschutz- und Sicherheitsmaßnahmen, um die Privatsphäre der Bürger zu schützen und die Integrität der gespeicherten Daten zu gewährleisten.
- Vereinfachung: Reduzierung der Anzahl der Register und der damit verbundenen Verwaltungsabläufe, um die Effizienz der Verwaltung zu steigern und Bürokratie abzubauen.

Die Registermodernisierung ist ein wichtiger Aspekt der Verwaltungsdigitalisierung und des E-Government, da sie dazu beiträgt, den Zugang zu und die Verwaltung von Informationen zu verbessern, die Zusammenarbeit zwischen verschiedenen Verwaltungseinheiten zu erleichtern und den Bürgern und Unternehmen einen einfacheren Zugang zu Verwaltungsdienstleistungen zu ermöglichen.

### Digitalisierung von Dokumenten und Akten
Umstellung von Papierakten auf elektronische Formate, um die Suche, Speicherung und Weitergabe von Informationen zu erleichtern und die Verwaltung effizienter zu gestalten.
Die Nutzung digitaler Medien bietet Potential für die Rationalisierung von Prozessen. Ein Risiko bei der Verwaltungsdigitalisierung besteht darin, dass bestehende papierbasierte Prozesse unverändert elektrifiziert werden. Das Rationalisierungspotential der Digitalisierung wird dann nicht ausgeschöpft. Die Folge ist ein Ressourcenmehrverbrauch durch die Digitalisierung, wie sie im Rahmen einer Bundestagsanhörung am 28. November 2022 im Ausschuss Digitales festgestellt wurde.

### Elektronische Kommunikation
Einsatz von E-Mails, Webseiten, Social Media und anderen digitalen Kommunikationskanälen, um den Dialog zwischen Verwaltung, Bürgern und Unternehmen zu verbessern und Informationen leichter zugänglich zu machen.
Eine durchgängige Verwaltungsdigitalisierung ist dann gegeben, wenn medienbruchfrei Bürger und öffentliche Verwaltung digital kommunizieren und interagieren können. Hierfür bedarf es digitaler Kommunikationswege, die eine sichere Authentisierung und Adressierung in beide Richtungen gewährleisten.
Hierbei sollten die Handlungsmöglichkeiten insbesondere für die Bürger nicht hinter dem zurückbleiben, was in der Vergangenheit auf dem Papierweg möglich war.

### Data Analytics, Künstliche Intelligenz und Distributed-Ledger-Technologie
Nutzung von Datenanalyse-Tools, Künstliche Intelligenz und Distributed-Ledger-Technologie zur Verbesserung von Entscheidungsprozessen, zur Automatisierung von Verwaltungsverfahren, zur Erkennung von Mustern und zur Vorhersage von Trends in der Verwaltung.
Laut Heiko Krüger wird sich der Staat durch KI zu einem Mischwesen aus Mensch und Maschine entwickeln. Dabei besteht die Gefahr der Verdunkelung der Machtausübung durch die Intransparenz der zusammenfließenden Daten und der ablaufenden Algorithmen. Auch können grob ausgestaltete Gesetze durch Mikroanweisungen ersetzt werden, die auf konkrete regelungsbedürftige Situationen angewandt werden, etwa die konkret angemessene Höchstgeschwindigkeit eines Verkehrsmittels. Damit könnte die Gewaltenteilung ausgehöhlt werden in dem die staatliche Macht beim Gesetzgeber konzentriert wird, der über den KI-Einsatz entscheidet. Auch die Dystopie eines digitalen Law-and-Order-Staates ist möglich.

## Stand der Verwaltungsdigitalisierung in einzelnen Ländern

### Deutschland
In Deutschland wurde die digitale Transformation der Verwaltung vor allem durch das 2017 verabschiedete Onlinezugangsgesetz (OZG) angestoßen, auf dessen Grundlage der digitale Zugang zu Verwaltungsleistungen bis Ende 2022 realisiert werden sollte. Die dafür erforderlichen benutzerfreundlichen Online-Portale und gemeinsamen Standards wurden jedoch nur ansatzweise realisiert (Stand: Anfang April 2023). Der Digitalverband Bitkom forderte angesichts der schleppenden Verwaltungsdigitalisierung in Deutschland einen Rechtsanspruch auf digitale Verwaltung bei der Novellierung des Onlinezugangsgesetzes.
Inzwischen gibt es die neue Version des Onlinezugangsgesetzes (OZG 2.0). Sie ging durch sämtliche Instanzen, doch der Gesetzesentwurf wurde schließlich am 22. März 2024 von der Mehrheit des Bundesrats abgelehnt. Es wurde nachverhandelt. Schließlich stimmte der Bundesrat am 14. Juni 2024 dem Gesetz zur Änderung des OZG 2.0 zu, das kurz zuvor vom Bundestag beschlossen worden war.
Dass Deutschland bei der Verwaltungsdigitalisierung an Fahrt aufgenommen hat, zeigte der Zwischenbericht der Bundesregierung (Stand: Mai 2024). Beispiele dafür sind das E-Rezept, das zum 1. Januar 2024 eingeführt wurde, oder die Bund-ID, die 3,8 Millionen Bürger zur Identifizierung für digitale Behördengänge nutzen. Um die insgesamt 334 Digitalisierungsvorhaben, darunter auch Verwaltungsdienstleistungen, vor den nächsten Bundestagswahlen abzuschließen, müssten noch 274 umgesetzt werden. Um dies zu erreichen, wäre es nötig, das Digitalisierungstempo mehr als zu verdoppeln. Im Mittelpunkt einer schnelleren Digitalisierung steht ein verstärkter Einsatz digitaler Technologien.

### Österreich
Die Republik Österreich besitzt eine umfassende Online-Plattform, auf der Informationen abgerufen sowie digitale Amtswege erledigt werden können. Das Projekt wurde vom ehemaligen Bundesministerium für Digitalisierung und Wirtschaftsstandort  (BMDW, 2018 bis Mitte 2022) gemeinsam mit dem Bundesrechenzentrum umgesetzt.

### Schweiz
Die Organisation Digitale Verwaltung Schweiz (DVS) ist seit Januar 2022 operativ tätig und hat die Aufgabe, die digitale Transformation der Verwaltung in der Schweiz voranzutreiben und die Zusammenarbeit der verschiedenen staatlichen Ebenen zu stärken.